# Inocybe concinnula
Inocybe concinnula är en svampart som beskrevs av J. Favre 1955. Enligt Catalogue of Life ingår Inocybe concinnula i släktet Inocybe,  och familjen Inocybaceae, men enligt Dyntaxa är tillhörigheten istället släktet Inocybe,  och familjen Crepidotaceae. Arten är reproducerande i Sverige. Inga underarter finns listade i Catalogue of Life.